# Хаусман, Джон
Джон Ха́усман (англ. John Houseman; 22 сентября 1902 — 31 октября 1988) — британско-американский актёр и продюсер.

## Ранние годы
Жак Хаусманн родился в семье торговца зерном в Бухаресте. Его мать была англичанкой, а отец — французом. Жак окончил бристольский колледж Клифтон, стал гражданином Великобритании и занимался торговлей зерном в Лондоне. Одновременно с этим он писал статьи для журналов и переводил немецкие и французские театральные пьесы на английский язык.
В 1925 году он эмигрировал в Нью-Йорк. После биржевого кризиса 1929 года Жак Хаусманн начал сам писать и ставить пьесы, в это же время он американизировал свои имя и фамилию, став Джоном Хаусманом. В 1933 году композитор Вирджил Томсон пригласил его в качестве режиссёра в оперу «Четверо святых в трёх действиях» (совместная работа Томсона с Гертрудой Стайн).

## Карьера

### Хаусман и Уэллс
Джон Хаусман стал продюсером многих бродвейских постановок, среди которых «Отель разбитых сердец», «Три сестры» по пьесе А. П. Чехова, «Опера нищих» и нескольких пьес Шекспира. Он был режиссёром мюзиклов «Песня лютни», «Деревенская девушка» и «Дон Жуан в аду».
В 1934 году Хаусман начал работу над пьесой «Паника» по драме Арчибальда Маклиша. На главную роль пятидесятилетнего разорившегося финансиста он пригласил молодого, начинающего актёра Орсона Уэллса, которого заметил в пьесе «Ромео и Джульетта». Среди исполнителей была и бывшая жена Хаусмана, Зита Йоханн (1929—1933), снявшаяся тремя годами ранее вместе с Борисом Карлофф в фильме ужасов студии «Universal» «Мумия».
В 1936 году Джон Хаусман и известная актриса Роза Макклендон возглавили «Федеральный театральный проект — Классический театр» администрации президента Рузвельта.
В рамках этого проекта в 1935 году вышла авторская версия пьесы «Макбет» Шекспира, получившая название «Вуду-Макбет». Действие пьесы происходило при дворе короля Гаити Анри Кристофа, вместо ведьм на сцене появились шаманы, а в главной роли был Джек Картер. Режиссёром пьесы стал Орсон Уэллс, а музыку написал Вирджил Томсон.
Следующей совместной работой Хаусмана и Уэллса стала пьеса Кристофера Марло «Трагическая история доктора Фауста» в 1936 году, где Уэллс выступил как режиссёр и ведущий актёр. В 1937 году вышел мюзикл «Колыбель будет качаться» Марка Блицштейна (продюсер Хаусман, режиссёр Орсон Уэллс). В том же году друзья основали компанию «Mercury Theatre». Среди известных постановок театра можно отметить «Юлий Цезарь» Шекспира, «Дракула» Стокера и другие. В компании работали такие таланты как Агнес Мурхед, Бернард Херрманн и Джордж Кулурис.
Известность театру принёс радиоспектакль «Война миров» по Г. Уэллсу, вызвавший настоящую панику в США в 1938 году. Авторы были в шоке: их захлестнул шквал звонков от перепуганных сограждан.
В том же году Хаусман выступил продюсером и актёром второго плана в так и не законченном Уэллсом фильма «Слишком много Джонсона» (1938).
Весной 1939 года Уэллс перебрался в Голливуд, но во время работы над дебютным фильмом Уэллса «Сердце тьмы» по роману Дж. Конрада партнеры рассорились и расстались.
Тем не менее, в 1941 году он согласился помочь Уэллсу в работе над сценарием фильма «Гражданин Кейн», ассистируя сценариста Манкевича. После этой работы пути бывших друзей и партнёров разошлись навсегда.

### Поздние годы
После разрыва с Уэллсом Хаусман выступил режиссёром пьесы «Дьявол и Дэниел Вебстер» (1939) и продюсером постановки «Родной сын» (1941) на Бродвее. Вскоре после премьеры «Гражданина Кейна» он стал вице-президентом компании «Дэвид О. Селзник Продакшнз».
После нападения на Пёрл-Харбор и вступления США во Вторую мировую войну Хаусман возглавил отдел радио в Управлении военной информации США, работая для радиостанции «Голос Америки», а в 1943 году стал гражданином США.
В 1945—1962 годах он выступил продюсером 18 фильмов для студий «Paramount», «Universal» и «Metro-Goldwyn-Mayer», включая фильм-нуар «Синий георгин» (1946) и фильм «Юлий Цезарь» (1954), за который был выдвинут на «Оскар» в номинации «Лучший фильм». Тем не менее, «Юлий Цезарь» коммерческого успеха не имел.
В 1952 году Хаусман женился на Джоан Кортни, с которой прожил до самой смерти. В браке родились двое детей.
В 1956 году фильм «Жажда жизни», продюсером которого он был, получил Премию «Золотой глобус» за лучший фильм — драму.
Начиная с 1970-х годов Хаусман появился на экранах кинотеатров в качестве актёра. Широкой публике он стал известен благодаря роли профессора Чарльза Кингсфилда в фильме «Бумажная погоня» (1973). За эту роль Хаусман был удостоен премии «Оскар» за лучшую роль второго плана и премии «Золотой глобус». В дальнейшем он исполнил ту же роль в одноимённом телевизионном сериале (1978—1986), получив за неё две номинации «Золотого глобуса» за лучшего актёра сериала (драмы).
В 1975 году он снялся в фильме «Роллерболл», а в 1978 году — в фильме режиссёра Нила Саймона «Дешёвый детектив», где пародировал актёра Сидни Гринстрита.
В 1980-е годы Хаусман появился в роли дедушки Эдварда Стрэттона в сериале «Серебряные ложки» с Риком Шродером в главной роли, а также снялся в нескольких ставших популярными рекламных роликах.
Он также снялся в фильме Джона Карпентера «Туман» (1980), а в 1983 году сыграл роль еврейского профессора Аарона Ястрова в телесериале «Ветра войны», за которую в четвертый раз был номинирован на премию «Золотой глобус».
Джон Хаусман преподавал актёрское мастерство в Джульярдской школе, в его первом выпуске были среди прочих Кевин Клайн и Пэтти Люпон.
В 1988 году он появился в эпизодической роли в фильмах «Голый пистолет» (учитель автошколы) и Новая рождественская сказка, вышедшие в прокат уже после его смерти.
В том же 1988 году Хаусман скончался от рака костей в своем доме в Малибу, штат Калифорния.

## Фильмография
| Год       |     | Русское название                    | Оригинальное название                          | Роль                               |
| --------- | --- | ----------------------------------- | ---------------------------------------------- | ---------------------------------- |
| 1938      | ф   | Слишком много Джонсона              | Too Much Johnson                               | дуэлянт / кейстоунский коп         |
| 1964      | ф   | Семь дней в мае                     | Seven Days in May                              | вице-адмирал Фарли Си Барнсуэлл    |
| 1973      | ф   | Бумажная погоня                     | The Paper Chase                                | профессор Чарльз Кингсфилд-младший |
| 1975      | ф   | Роллербол                           | Rollerball                                     | Бартоломью                         |
| 1975      | с   | Великие представления               | Great Performances                             | доктор Фосетт                      |
| 1975      | ф   | Три дня Кондора                     | Three Days of the Condor                       | мистер Уобаш                       |
| 1975      | тф  | —                                   | Fear on Trial                                  | Майк Коллинз                       |
| 1976      | с   | Хроники Адамса                      | The Adams Chronicles                           | судья Гридли                       |
| 1976      | тф  | —                                   | Truman at Potsdam                              | Уинстон Черчилль                   |
| 1976      | тф  | —                                   | Hazard’s People                                | Джон Хазард                        |
| 1976      | ф   | Сент Айвз                           | St. Ives                                       | Абнер Прокейн                      |
| 1976      | тф  | Шесть персонажей в поисках автора   | Six Characters in Search of an Author          | режиссёр                           |
| 1976      | с   | Человек на шесть миллионов долларов | The Six Million Dollar Man                     | доктор Франклин                    |
| 1976      | с   | Бионическая женщина                 | The Bionic Woman                               | доктор Франклин                    |
| 1976      | с   | Капитаны и короли                   | Captains and the Kings                         | судья Ньюэлл Чисхолм               |
| 1977      | тф  | Перемещённое лицо                   | The Displaced Person                           | отец Флинн                         |
| 1977      | тф  | Наш город                           | Our Town                                       | профессор Уиллард                  |
| 1977      | с   | Вашингтон: За закрытыми дверьми     | Washington: Behind Closed Doors                | Майрон Данн                        |
| 1977      | с   | —                                   | The Best of Families                           | гость                              |
| 1977      | с   | Аспен                               | Aspen                                          | Джозеф Меррилл Драммонд            |
| 1978      | ф   | Дешёвый детектив                    | The Cheap Detective                            | Джаспер Блаббер                    |
| 1978—1986 | с   | Бумажная погоня                     | The Paper Chase                                | профессор Чарльз Кингсфилд-младший |
| 1979      | ф   | Давние бойфренды                    | Old Boyfriends                                 | доктор Хоффман                     |
| 1979      | с   | Последний «Паккард»                 | The Last Convertible                           | доктор Уэтерелл                    |
| 1979      | с   | Происшествие на Френч-Атлантик      | The French Atlantic Affair                     | доктор Аркади Клеменс              |
| 1980      | ф   | Туман                               | The Fog                                        | мистер Мейчен                      |
| 1980      | с   | Партнёры                            | The Associates                                 | профессор Кингсфилд                |
| 1980      | тф  | Гидеоновы трубы                     | Gideon’s Trumpet                               | верховный судья / рассказчик       |
| 1980      | ф   | Всё о Моисее                        | Wholly Moses!                                  | архангел                           |
| 1980      | ф   | Мой телохранитель                   | My Bodyguard                                   | Доббс                              |
| 1980      | тф  | Няня                                | The Babysitter                                 | доктор Линдквист                   |
| 1980      | тф  | —                                   | A Christmas Without Snow                       | Эфраим Адамс                       |
| 1981      | ф   | История с привидениями              | Ghost Story                                    | Сирс Джеймс                        |
| 1981      | кор | —                                   | Writing: Plain & Fancy                         | рассказчик                         |
| 1982      | с   | Морк и Минди                        | Mork & Mindy                                   | Милт                               |
| 1982      | ф   | Звонки                              | Murder by Phone                                | Стенли Марковиц                    |
| 1982      | с   | Марко Поло                          | Marco Polo                                     | патриарх Аквилеи                   |
| 1982—1987 | с   | Серебряные ложки                    | Silver Spoons                                  | дедушка Страттон                   |
| 1983      | с   | Американский театр                  | American Playhouse                             | телевизионный диктор               |
| 1983      | с   | Ветры войны                         | The Winds of War                               | Аарон Джестроу                     |
| 1983      | с   | —                                   | Freedom to Speak                               | Бенджамин Франклин                 |
| 1983      | кор | Роза для Эмили                      | A Rose for Emily                               | рассказчик                         |
| 1985      | с   | Наша эра                            | Anno Domini                                    | Гамалиэль                          |
| 1988      | с   | Благородный дом                     | Noble House                                    | сэр Джеффри Эллисон                |
| 1988      | с   | Линкольн                            | Lincoln                                        | генерал Уинфилд Скотт              |
| 1988      | ф   | Яркие огни, большой город           | Bright Lights, Big City                        | мистер Вогел                       |
| 1988      | ф   | Другая женщина                      | Another Woman                                  | отец Марион                        |
| 1988      | ф   | Новая рождественская сказка         | Scrooged                                       | в роли самого себя                 |
| 1988      | ф   | Голый пистолет                      | The Naked Gun: from the Files of Police Squad! | инструктор по вождению             |

## Награды и номинации
| Премия                              | Год  | Категория                                                                 | Работа                         | Результат |
| ----------------------------------- | ---- | ------------------------------------------------------------------------- | ------------------------------ | --------- |
| «Оскар»                             | 1954 | Лучший фильм                                                              | Юлий Цезарь                    | Номинация |
| «Оскар»                             | 1974 | Лучшая мужская роль второго плана                                         | Бумажная погоня                | Победа    |
| «Золотой глобус»                    | 1974 | Лучшая мужская роль второго плана — кинофильм                             | Бумажная погоня                | Победа    |
| «Золотой глобус»                    | 1979 | Лучшая мужская роль в телевизионном сериале — драма                       | Бумажная погоня                | Номинация |
| «Золотой глобус»                    | 1980 | Лучшая мужская роль в телевизионном сериале — драма                       | Бумажная погоня                | Номинация |
| «Золотой глобус»                    | 1984 | Лучшая мужская роль второго плана — мини-сериал, телесериал или телефильм | Ветры войны                    | Номинация |
| Прайм-таймовая премия «Эмми»        | 1980 | Лучшая драматическая или комедийная специальная программа (как продюсер)  | Гидеоновы трубы                | Номинация |
| «Хьюго»                             | 1939 | Лучшая постановка, малая форма                                            | The Mercury Theatre on the Air | Номинация |
| Национальный совет кинокритиков США | 1973 | Лучшая мужская роль второго плана                                         | Бумажная погоня                | Победа    |
| Круг-кинокритиков Нью-Йорка         | 1974 | Лучшая мужская роль второго плана                                         | Бумажная погоня                | Номинация |